# Caserma Piave
La Caserma Piave, nota in precedenza come Caserma Vittorio Emanuele III, è una caserma della Guardia di Finanza, di cui ospita il Comando Generale e il Museo storico, sita in viale Ventuno Aprile, nel quartiere Nomentano a Roma.

## Storia
La caserma, progettata nel 1913 da Arnaldo Foschini, fu realizzata tra il 1914 e il 1924 in un ampio isolato in aperta campagna di fronte a villa Massimo, un tempo occupato dalla vigna Mariotti. Fu ampliata negli anni '30 con l'inaugurazione di un complesso affacciato su piazza Mariano Armellini, realizzato per ospitare l'Accademia della Guardia di Finanza, già trasferita nella caserma nel 1915 e che sarà poi nuovamente trasferita a Bergamo nel 1984. Fu danneggiato da un bombardamento nel 1944 per poi essere restaurato nel corso degli anni '90.

## Descrizione
La caserma si estende tra viale Ventuno Aprile, via Famiano Nardini, via Pisa e via Salento-via Gaetano Moroni e si compone di tre complessi: quello principale, in pieno stile neoclassico con caratteri tipici della secessione viennese, ha una pianta a quadrilatero con torri quadrate agli angoli e si affaccia su viale Ventuno Aprile con un ampio cortile interno; il secondo complesso è compreso tra via Famiano Nardini e via Pisa; il terzo, in stile razionalista e originariamente concepito per ospitare l'Accademia della Guardia di Finanza, è compreso tra piazza Mariano Armellini, via Pisa, via Salento e piazza del Campidano e ospita sia il Museo storico sia il Comando generale della Guardia di Finanza.

## Trasporti
Fermata autobus urbani (linee ATAC e Roma TPL)